# Amanti (telenovela)
Amanti (Cañaveral de pasiones) è una telenovela messicana trasmessa su Canal de las Estrellas dal 22 aprile al 6 settembre 1996.

## Personaggi
- Julia Santos Faberman, interpretata da Daniela Castro
- Pablo Montero Rosales, interpretato da Juan Soler
- Juan de Dios, interpretato da Francisco Gattorno
- Josefina Rosales vda. de Montero, interpretata da Angélica Aragón
- Fausto Santos, interpretato da Leonardo Daniel
- Padre Refugio "Cuco" Rosales, interpretato da Fernando Balzaretti